# Caildenberg
De Caildenberg is een straat en helling in Sint-Denijs-Boekel in de Vlaamse Ardennen in de Belgische provincie Oost-Vlaanderen. De straat begint aan de Smarre en loopt parallel omhoog met de Molenberg, waar de straat uiteindelijk op uitkomt.